# فيليب ياكوب شتراوب
فيليب ياكوب شتراوب (بالألمانية: Philipp Jakob Straub)‏ هو نحات ألماني، ولد في 30 أبريل 1706 في فيزنشتايغ في ألمانيا، وتوفي في 26 أغسطس 1774 في غراتس في النمسا.